# Wittenförden
Wittenförden ist eine Gemeinde im Landkreis Ludwigslust-Parchim in Mecklenburg-Vorpommern (Deutschland). Sie wird vom Amt Stralendorf mit Sitz in der Gemeinde Stralendorf verwaltet.

## Geografie
Die Gemeinde Wittenförden liegt in einer Endmoränenlandschaft. Der Ort ist umgeben vom Grambower Moor, dem Wald Rabenhorn und dem Neumühler See. Die zur Gemeinde gehörenden unbebauten Flächen werden überwiegend landwirtschaftlich genutzt.
Wittenförden liegt an der nordwestlichen Stadtgrenze Schwerins. Die weiteren Nachbargemeinden Wittenfördens sind Klein Rogahn im Süden, Grambow im Westen und Brüsewitz im Nordwesten.

### Ortsteile
Der Ort besteht aus drei Ortsteilen. Diese heißen Wittenförden, Hof Wandrum und Neu Wandrum. Dabei ist Wittenförden der größte Ortsteil. Hof Wandrum und Neu Wandrum sind kleinere Ansiedlungen von 5 bis 10 Häusern, die ungefähr einen Kilometer vom Ortsteil Wittenförden entfernt liegen.

### Klima
Der wärmste Monat ist der Juli, während der Februar der kälteste ist. Ähnliches gilt auch für den Niederschlag, denn der Juli ist zeitgleich auch der nasseste Monat und liegt 31 mm über dem trockensten Monat Februar.
|                        | Jan  | Feb  | Mär  | Apr  | Mai  | Jun  | Jul  | Aug  | Sep  | Okt  | Nov | Dez  |   |      |
| Mittl. Temperatur (°C) | −0,3 | −0,1 | 2,9  | 6,9  | 11,6 | 15,3 | 17,1 | 16,9 | 13,9 | 9,2  | 4,8 | 1,6  | ⌀ | 8,4  |
| Mittl. Tagesmax. (°C)  | 2,2  | 2,7  | 6,4  | 11,0 | 16,3 | 19,8 | 21,5 | 21,3 | 18,0 | 12,5 | 7,2 | 3,8  | ⌀ | 11,9 |
| Mittl. Tagesmin. (°C)  | −2,7 | −2,9 | −0,6 | 2,9  | 7,0  | 10,8 | 12,8 | 12,6 | 9,8  | 6,0  | 2,4 | −0,6 | ⌀ | 4,8  |
|                        |      |      |      |      |      |      |      |      |      |      |     |      |   |      |
| Niederschlag (mm)      | 50   | 36   | 42   | 43   | 52   | 64   | 67   | 65   | 53   | 46   | 54  | 55   | Σ | 627  |

| −2,7 |

| −2,9 |

| −0,6 |

| 2,9 |

| 7,0 |

| 10,8 |

| 12,8 |

| 12,6 |

| 9,8 |

| 6,0 |

| 2,4 |

| −0,6 |

| −2,7 |

| −2,9 |

| −0,6 |

| 2,9 |

| 7,0 |

| 10,8 |

| 12,8 |

| 12,6 |

| 9,8 |

| 6,0 |

| 2,4 |

| −0,6 |

## Geschichte
Eine ununterbrochene Besiedlung des Ortsumfeldes bestand bereits seit der Mittleren Steinzeit, der genaue zeitliche Ursprung der Gemeinde konnte bisher nicht ausgemacht werden. Ungefähr 7000 v. u. Z. lebten bereits Menschen im Bereich des Grambower Moores. Die ersten Siedler waren Jäger und Sammler. Die ersten beiden Siedlungen entstanden ebenfalls am Grambower Moor, in denen Ackerbau und Tierhaltung betrieben wurde. In der Bronzezeit kam es aufgrund von Bronzewerkzeugen zu einem Anstieg der Bevölkerung.
In der Eisenzeit werden Germanen im heutigen Gebiet von Wittenförden vermutet. In der Zeit der Völkerwanderung kam es zu einem ständigen Wechsel von Stämmen, so dass sowohl Langobarden als auch Sachsen im Gebiet siedelten. In diesem Zeitraum stieg die Einwohnerzahl rapide an, nahezu auf die heutige Bevölkerungsdichte. In den Jahren von 600 bis 1200 siedelten Obotriten in Wittenförden. Einen entsprechenden Burgwall kann man im südlichen Dorfteil am Waldrand erkennen.
Die erste schriftliche Überlieferung stammt aus dem Jahre 1217 (vom Schweriner Domkapitel), in der es um den Bau einer Kirche und eines Friedhofes ging. Damals wurde der Ort mit dem Namen Wittenvorde genannt. Die niederdeutsche Ableitung des Ortsnamens Weißer Fjord deutet auf den Neumühler See und dessen geschlängelte Form hin. Bis zum Westfälischen Frieden blieben die Eigentumsrecht bei der Kirche und gingen anschließend an den Landesherren. Zwischen 1200 und 1400 siedelten sich in Wittenförden deutsche Bauern an, was Turmhügel rund um das Grambower Moor noch bezeugen. Im 13. und 14. Jahrhundert wurde das Gebiet von verschiedenen Adelsfamilien bewirtschaftet. So verpfändete Gerd von Hagen für neun Hufen Wittenförden an die Lübecker Familie von Parchim. Im Jahre 1323 löste der Graf von Schwerin schließlich den Pfand ein. Im Jahr darauf kaufte er das gesamte Dorf von Benedicta von Bülow. Nach acht Jahren, im Jahr 1331, verkaufte der Graf das ehemalige Rittergut an das holsteinische Kloster Reinfeld in der Nähe von Lübeck. Bis zum Jahr 1582 blieb das Dorf im Besitz des Abtes. In den Jahren 1599 bis 1606 wurden das Kloster sowie die zugehörige Kirche abgerissen. In der Zeit gehörte das Dorf den dänischen Königen.
Nach dieser Zeit gehörte Wittenförden zum Domanialamt Schwerin. Dies kam durch einen Vertrag zwischen König Christian IV. und Herzog Karl von Güstrow, dem Vormund der zu dem Zeitpunkt jungen Herzöge Adolph Friedrich und Johann Albret II., zustande. Der Vertrag besagte, dass die Reinfeldschen Klostergüter, unter anderem auch Wittenförden, für einen Betrag von 15.000 Gulden mecklenburgischer Währung, ihren Besitzer wechselten und somit in den Besitz der Herzöge übergingen.
Im 17. bis 19. Jahrhundert entwickelte sich Wittenförden durch Hauswirte, Büdner und Häusler. Die Einwohner arbeiteten hauptsächlich im Wittenfördener und Grambower Moor, so dass Wittenförden auch als „Torfmacherdorf“ bekannt wurde. Die Torfmacher wurden später Landbauern, wodurch sich auch kleine Handwerksbetriebe entwickelten.
Lebten die Menschen früher vor allem von der Land- und Forstwirtschaft und nach dem Dreißigjährigen Krieg auch vom Torfabbau, so bietet heute ein nach 1990 erschlossenes Gewerbegebiet ca. 500 Arbeitsplätze. Seit der Wiedervereinigung Deutschlands hat sich die Einwohnerzahl zeitweise fast verdreifacht, was vor allem auf die Stadtflucht aus Schwerin zurückzuführen ist.
Im 7. Landeswettbewerb „Unser Dorf hat Zukunft – unser Dorf soll schöner werden“ 2011/2013 wurde der Gemeinde der Sonderpreis für Soziales und kulturelles Leben des Landkreises verliehen.
Im Jahr 2017 feierte die Gemeinde Wittenförden ihr 800-jähriges Jubiläum mit einer Festwoche vom 10. bis 16. Juli.

## Bevölkerung
| Jahr | Einwohner |
| ---- | --------- |
| 1990 | 0988      |
| 1995 | 1416      |
| 2000 | 2495      |
| 2005 | 2836      |
| 2010 | 2658      |
| 2015 | 2567      |

| Jahr | Einwohner |
| ---- | --------- |
| 2020 | 2511      |
| 2021 | 2502      |
| 2022 | 2488      |
| 2023 | 2476      |

 Stand: 31. Dezember des jeweiligen Jahres

## Politik

### Gemeindevertretung
Die Gemeindevertretung von Wittenförden besteht aus 12 Mitgliedern. Die Kommunalwahl am 9. Juni 2024 führte bei einer Wahlbeteiligung von 75,1 % zu folgendem Ergebnis:
| Partei / Wählergruppe      | Stimmenanteil 2019 | Sitze 2019 |  | Stimmenanteil 2024 | Sitze 2024 |
| -------------------------- | ------------------ | ---------- |  | ------------------ | ---------- |
| Wir für Wittenförden (WfW) | –                  | –          |  | 85,5 %             | 10         |
| CDU                        | 24,3 %             | 3          |  | 14,5 %             | 02         |
| SPD                        | 75,7 %             | 9          |  | –                  | –          |
| Insgesamt                  | 100 %              | 12         |  | 100 %              | 12         |

### Bürgermeister
- seit 2014: Matthias Eberhardt

Eberhardt wurde in der Bürgermeisterwahl am 26. Mai 2019 mit 72,7 % der gültigen Stimmen wiedergewählt. Am 9. Juni 2024 wurde er ohne Gegenkandidat mit 86,1 % der gültigen Stimmen in seinem Amt bestätigt. Seine Amtsdauer beträgt fünf Jahre.

### Wappen
| Wappen von Wittenförden | Blasonierung: „In Rot eine ausgerissene silberne Kopfweide mit drei beblätterten Zweigen, zwischen den beiden längeren äußeren Zweigen eine goldene Glocke.“ |
| Wappen von Wittenförden | Wappenbegründung: Das Hauptsymbol des Wappens, die Weide, steht für die in der Gemeindeflur zahlreich vorkommenden Weiden und das einstige Korbmacherhandwerk im Ort. Die Anzahl der Zweige deutet auf die Zahl der Ortsteile hin. An die alte, in der Mitte des 19. Jahrhunderts durch einen Fachwerk-Neubau ersetzte, baufällige Kirche erinnert die im Wappen vorkommende Glocke. Dieses Symbol steht gleichfalls für die noch heute läutende Glocke aus dem Jahr 1473. Das Wappen und die Flagge wurde von dem Schweriner Heraldiker Heinz Kippnick gestaltet. Es wurde zusammen mit der Flagge am 15. November 2001 durch das Ministerium des Innern genehmigt und unter der Nr. 254 der Wappenrolle des Landes Mecklenburg-Vorpommern registriert. |

### Flagge

Flagge der Gemeinde Wittenförden

Die Flagge ist quer zur Längsachse des Flaggentuchs von Rot, Gelb und Rot gestreift. Die roten Streifen nehmen je ein Viertel, der gelbe Streifen nimmt die Hälfte der Länge des Flaggentuchs ein. In der Mitte des gelben Streifens liegt das Gemeindewappen, das zwei Drittel der Höhe des Flaggentuchs einnimmt. Die Länge des Flaggentuchs verhält sich zur Höhe wie 5:3.

### Dienstsiegel
Das Dienstsiegel zeigt das Gemeindewappen mit der Umschrift „• GEMEINDE WITTENFÖRDEN • LANDKREIS LUDWIGSLUST-PARCHIM“.

## Sehenswürdigkeiten

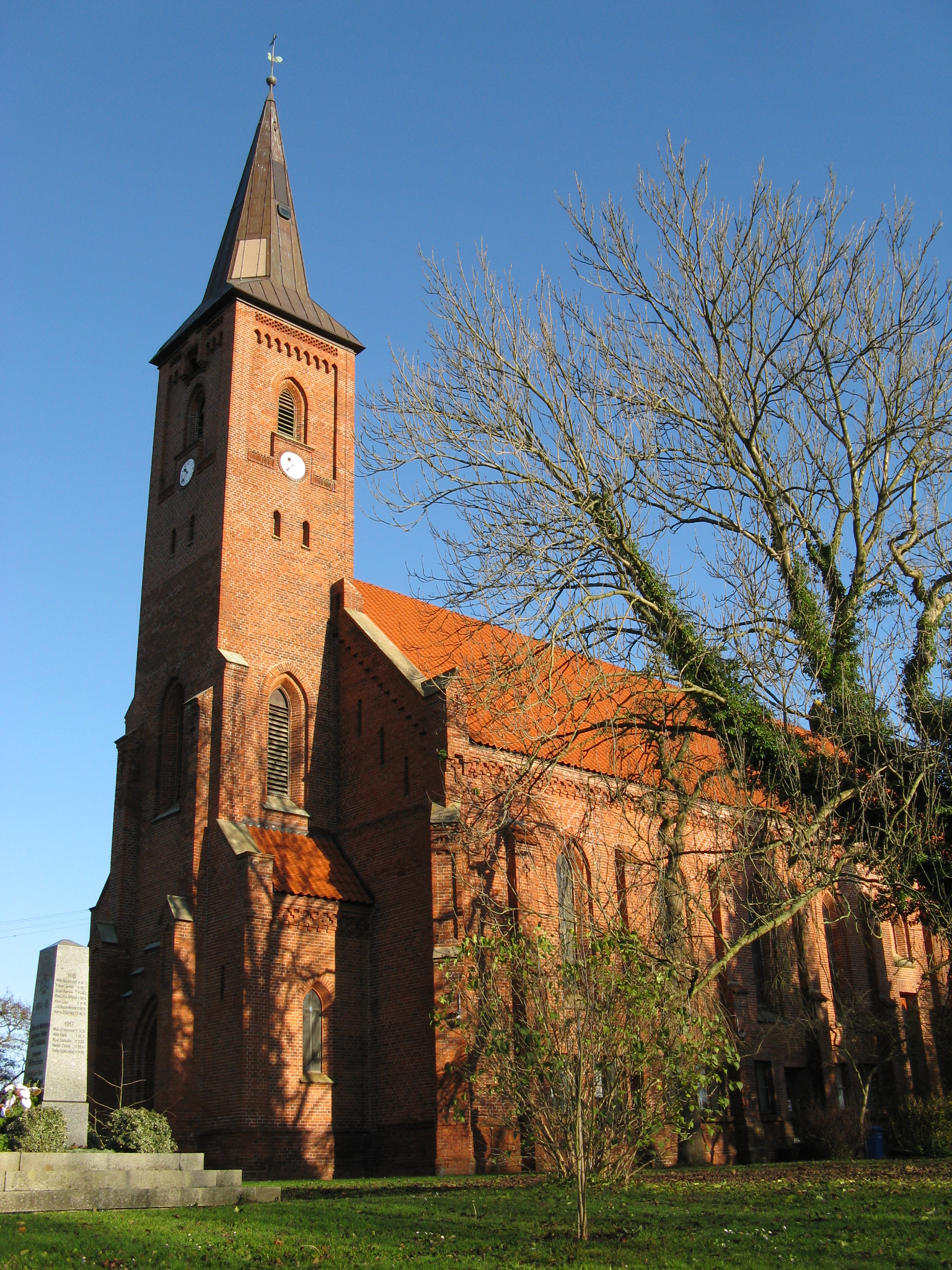
Dorfkirche Wittenförden

- Neugotische Saalkirche von 1854 bis 1856 von Theodor Krüger zusammen mit Gustav Voss und Wilhelm Wachenhusen.
- Kriegerdenkmal für die Gefallenen des Ersten und Zweiten Weltkriegs auf dem Kirchhof

→ Siehe auch Liste der Baudenkmale in Wittenförden

## Infrastruktur

### Verkehr
Über die Auffahrt Schwerin-Neumühle besteht Anschluss an die Schweriner Umgehungsstraße (B 106) in zwei Kilometern Entfernung. Der nächste Bahnhof befindet sich in Schwerin-Görries (5 km). Zudem ist Wittenförden über zwei Buslinien ins Schweriner Nahverkehrsnetz eingebunden. Einige der Gemeinden des Amtes Stralendorf sind über zwei weitere Buslinien, eine nach Gottesgabe und eine nach Dümmerstück Hof, und einem Rufbus mit Wittenförden verbunden.

### Einrichtungen
In Wittenförden gibt es sowohl eine Kindertagesstätte als auch eine Grundschule. Darüber hinaus verfügt die Gemeinde über einen Sportplatz, der sowohl von der Grundschule für den Sportunterricht, als auch von den Einwohnern genutzt wird. Neben dem Sportplatz gibt es auch einen Festplatz, auf dem in der Regel das alljährliche Schützenfest und eines der größten Osterfeuer in der Umgebung stattfinden. Neben der Grundschule befindet sich ein Nahversorgungszentrum mit Supermarkt und Bäckerei sowie weiteren Einrichtungen. Darüber hinaus wurde vor der Grundschule im Jahr 2017 ein Generationenpark errichtet. Des Weiteren gibt es in Wittenförden ein Gemeindehaus, in dem der Bürgermeister seinen Sitz hat und das bei Wahlen als Wahllokal genutzt wird. Im Keller des Gemeindehauses gibt es eine Kegelbahn. Im Ort gibt es außerdem ein Feuerwehrhaus für die Freiwillige Feuerwehr Wittenförden mit zwei Einsatzfahrzeugen und einem Mannschaftstransportfahrzeug.

## Persönlichkeiten
- Ernst Pridöhl (1901–1961), Landwirt und Politiker (NDPD, LDPD), Mitglied der Volkskammer, lebte in Wittenförden
- Otto Steinfatt (1908–1947), Ornithologe, Namensgeber der Grundschule und einer Straße im Ort, lebte in Wittenförden[17]